# Aeroporto Internacional Carlos Ibáñez del Campo
O Aeroporto Internacional Presidente Carlos Ibáñez del Campo (IATA: PUQ, ICAO: SCCI) é um aeroporto civil (comercial, carga) e militar (Força Aérea Chilena), que opera voos nacionais e internacionais, inclusive para a Antártida. Foi criado em 1950 através de decreto federal e leva o nome do criador da aviação no Chile.

## Localização
Sua localização original era nos arredores de Punta Arenas, local à beira-mar e com montanhas, mas foi movido para uma outra área por questões de segurança. Atualmente situa-se numa região plana, a aproximadamente 18 km (11 milhas) ao norte da cidade de Punta Arenas, na Patagónia Chilena, no extremo sul da América do Sul, em área sujeita a ventos muito fortes, mais precisamente em 53° 00′ 17″ S, 70° 50′ 49″ O
Serve as cidades de Porvenir (Terra do Fogo), Puerto Natales (a aproximadamente 250 km, a noroeste, de onde se visita Torres del Paine) e outras na região.

## Infraestrutura
Instalações comerciais: área paga de estacionamento, instalações de carga, e um terminal com 3 portões de embarque de passageiros.
O terminal para passageiros tem 2 esteiras rolantes para bagagem, vendedores diversos e pequenas lojas, um cyber café, um restaurante no andar superior e outro na área de embarque, e 11 balcões de check-in.

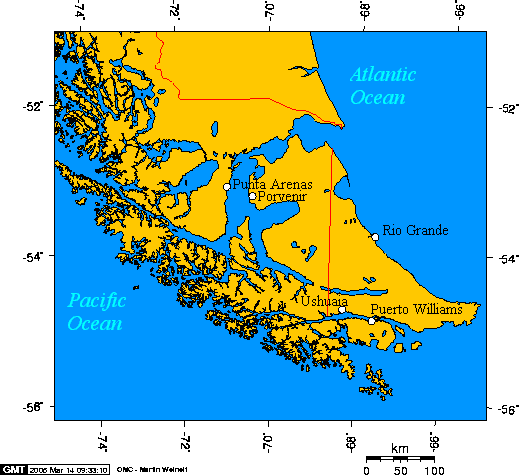
Região servida por este aeroporto no extremo sul da América do Sul.